# Verrallina pseudodiurnus
Verrallina pseudodiurnus är en tvåvingeart som först beskrevs av Theobald 1910.  Verrallina pseudodiurnus ingår i släktet Verrallina och familjen stickmyggor. Inga underarter finns listade i Catalogue of Life.